# Хечи (Јаши)
Хечи (рум. Heci) насеље је у Румунији у округу Јаши у општини Леспези. Oпштина се налази на надморској висини од 228 m.

## Становништво
Према подацима из 2002. године у насељу је живело 2265 становника, од којих су сви румунске националности.